# Венетський флот
Венетський флот (лат. Classis Venetum) — один з флотів у складі давньоримського флоту часів Західної Римської імперії. Базувався в Аквілеї, охороняв північ Адріатичного моря.

## Історія
Ймовірно вже у середині II ст. існувала окрема флотилія, стоянкою якої була Аквілея. Її було посилено у 167 році, коли виникала загроза цьому місту (важливому центру торгівлі) під час Маркоманських війн у 167 році. 168 року за наказом імператора Марка Аврелія саме місто та порт значно зміцнено. Вважається, що у 238 році ця флотилія допомогла Аквілеї вистояти під час облоги імператором Максиміном I.
Посилено флотилію за часів імператора Костянтина I. Напевне самостійний флот було створено за рішенням імператора Гонорія. У 401 і 406 року допомагав в обороні прибережних міст під час вторгнення вестготів на чолі із Аларіхом.
В 452 році, після захоплення Аквілеї гунами Аттіли, рештки венетського флоту були переведені на острова Венеційської лагуни, де вцілілими аквілейцями було засновано поселення Венецію, Градо, Ераклеа, Маламокко і Кіоджа.

## Характеристика
Головною базою було місто Аквілея (до 451 року). Забезпечував захист, транспортування між Аквілеєю, Медіоланом та Равенною (тодішнім розташування імператорської резиденції), а також забезпечував охорону узбережжя Далмації. Виконував функції перевезення імператора та сановників річкою По.
Основу становили лібурни.

## Управління
На чолі флоту стояв морський префект (лат. praefectus classis). Підпорядковувався коректору (наміснику) Венетії та Істрії (лат. Corrector Venetiarum et Histriae). Його заступником був препозит флоту. Капітани кораблів називалися трієрархами (лат. trierarchus), командувачі «ескадрами» — навархами (лат. nauarchus), старший з яких називався першим навархом (лат. nauarchus princeps) навархом-архікерманичем (лат. nauarchus archigybernes). У III ст. було впроваджено посаду морського трибуна (лат. tribunus classis), який перебрав обов'язки першого наварха. Пізніше його назвали також трибун лібурн (лат. tribunus liburnarum).
Екіпаж складався з трієрарха, 44 веслярів (лат. remiges), 16 маніпуларіїв, 4 осіб морського персоналу, відповідального за командування кораблем (лат. classiari). Термін служби зазвичай становив 28 років, іноді відомі й більш тривалі терміни служби. Після почесного звільнення (лат. honesta missio) вони отримували компенсацію грошима або шматком орної землі, здобуття римського громадянства і права одружуватися.